# John Leyden
John Caspar Leyden, MD, (8 septembre 1775 - 28 août 1811) est un indologue écossais.

## Biographie
Leyde est né à Denholm sur la rivière Teviot, non loin de Hawick. Son père, un berger, s'est arrangé pour l'envoyer à l'Université d'Édimbourg pour étudier pour le ministère. Leyde est un étudiant assidu mais quelque peu désordonné, étudiant apparemment tout sauf la théologie, pour laquelle il semble n'avoir eu aucun goût. Bien qu'il ait terminé son cours de théologie et qu'en 1798 il ait été autorisé à prêcher au presbytère de St Andrews, il est vite devenu clair que la chaire n'est pas sa vocation.
En 1794, Leyde fait la connaissance du Dr Robert Anderson, rédacteur en chef de The British Poets et de The Literary Magazine. C'est Anderson qui le présente plus tard au Dr Alexander Murray, et Murray, probablement, qui le conduit à l'étude des langues orientales. Ils deviennent des amis proches et des rivaux généreux, bien que Leyde ait excellé, peut-être, dans l'acquisition rapide de nouvelles langues et la connaissance de leur littérature, tandis que Murray est le philologue le plus scientifique.
Grâce à Anderson, il fait également la connaissance de Richard Heber, grâce à qui il est remarqué par Walter Scott, qui rassemble alors des matériaux pour son Minstrelsy of the Scottish Border (1802). Leyde est admirablement apte à aider dans ce genre de travail, car il est lui-même un frontalier et un amateur passionné de vieilles ballades et de folklore. Scott raconte comment, à une occasion, Leyde parcourt 40 miles pour obtenir les deux derniers couplets d'une ballade, et est revenu à minuit, le chantant tout le long avec sa voix forte et dure, à l'émerveillement et à la consternation du poète et de sa famille.
Il travaille aussi à l'édition du tract du XVIe siècle The Complaynt of Scotland, avec un essai explorant la musique et les coutumes folkloriques écossaises, à l'impression d'un volume de poèmes descriptifs écossais et presque la fin de ses Scenes of Infancy, un diffus poème basé sur les scènes frontalières et les traditions. Leyde compile un ouvrage sur les découvertes et les établissements des Européens en Afrique du Nord et de l'Ouest, suggéré par les voyages de Mungo Park. Il fait également quelques traductions de la poésie persane et arabe.
Enfin, ses amis lui obtiennent une nomination en Inde dans le personnel médical, pour laquelle il se qualifie par un an de travail acharné. En 1803, il s'embarque pour Madras, et y prend sa place à l'hôpital général. Il est promu naturaliste auprès des commissaires allant arpenter Mysore, et en 1807, sa connaissance des langues de l'Inde lui vaut d'être nommé professeur d'hindoustani à Calcutta ; dont il démissionne peu après pour un poste de juge, et cela à nouveau pour être commissaire à la cour des requêtes en 1805, un poste qui exige une familiarité avec plusieurs langues orientales.
En 1811, Leyde rejoint Lord Minto dans l'expédition à Java. Entré dans une bibliothèque qui contiendrait de nombreux manuscrits orientaux, sans que l'endroit soit diffusé, il est pris de la fièvre batave (peut-être le paludisme ou la dengue) et meurt, après trois jours de maladie, le 28 août 1811. Il est enterré sur l'île, sous une petite colonie de lucioles, qui reste sa pierre tombale à ce jour.
Leyde a une importance pour le Pendjab et la communauté sikh. Des manuscrits à la British Library montrent qu'il a traduit des œuvres en punjabi en anglais. Celles-ci ont été commentées et discutées par l'historien sikh Gurinder Singh Mann de Leicester, au Royaume-Uni.
Le manuscrit du Journal of a Tour in the Highlands and Western Islands of Scotland en 1800 de Leyden est publié à titre posthume en 1903. Il est édité, avec une bibliographie complète des œuvres et des manuscrits de Leyde, par l'antiquaire James Sinton .

## Œuvres
- Mémoires de Zehir-Ed-Din Muhammed Babur, empereur de l'Hindoustan
- Annales malaises, traduites de la langue malaise par.. . John Leiden. . .
- Les restes poétiques du regretté Dr John Leyden, : avec les mémoires de sa vie, par John Leyden, James Morton
- Les restes poétiques de feu le Dr John Leyden, : avec mémoires de sa vie, (1819)
- Les restes poétiques de feu le Dr John Leyden, : avec mémoires de sa vie, (1819)
- Les œuvres poétiques du Dr John Leyden (1875)
- Les restes poétiques de feu le Dr John Leyden, avec des mémoires de sa vie (1819)